# Batalla de La Roche-sur-Yon (1793)
La primera batalla de La Roche-sur-Yon va tenir lloc el 26 d'agost de 1793 durant la Revolta de La Vendée. Acaba amb la victòria dels republicans que repelen un atac dels vendeans.

## Preludi
El 23 d'agost de 1793, els republicans de l'"Exèrcit de les Sorres" es van apoderar de La Roche-sur-Yon, posant en fugida els homes de Bulkeley i Chouppes. Segons Mieszkowski, el balanç de la batalla va ser només de dos ferits per a les seves tropes, mentre que els «canalles catòlics» van perdre 80 homes i diversos patriotes presoners durant mesos van ser alliberats. Però a partir del dia 26 els vendeans van llançar un contraatac per recuperar la vila.

## Forces presents
Des de principis d'agost, les forces republicanes de l'«Exèrcit de les Sorres» estan comandades pel general Jean Quirin de Mieszkowski, successor d'Henri François Maurille de Boulard que ha presentat la seva dimissió per malaltia. Els Vendeans estan dirigits per Jean-Baptiste Joly, però els diferents autors no estan d'acord sobre la presència de François de Charette. Segons Le Bouvier-Desmortiers, Charette va participar en l'acció amb 500 infants i 50 de cavalleria. Per a Charles-Louis Chassin, en canvi, Charette va estar absent, igual que Savin, i només les forces de Joly, Bulkeley, de Chouppes i Saint-Pal van participar en l'acció. Pel que fa a Pierre-Suzanne Lucas de La Championnière, no esmenta aquesta lluita a les seves memòries.

## Procediment
La lluita acaba amb una ràpida victòria dels patriotes. Els Vendeans avancen en tres columnes per les carreteres de La Mothe-Achard, Poiré-sur-Vie i Essarts, al nord, est i oest de la ciutat. Però després de mitja hora de lluita, els fa retrocedir una càrrega de baioneta dels blaus.

## Pèrdues
Les pèrdues són uns deu morts per als republicans segons l'informe a Alexis Chalbos del general Mieszkowski. Segons Le Bouvier-Desmortiers, William i Céleste Bulkeley van trobar Charette durant aquest atac i després es van refugiar a Legé.
| «                                                                                     | Avui m'han atacat, general, a la una de la tarda, en tres columnes, és a dir, per les carreteres de La Mothe-Achard, la de Repoirées i Essarts. L'enemic tenia canó a cadascun d'ells. També vaig disposar les meves tropes i la meva artilleria de manera que l'enfrontessin, i després de mitja hora de combat els soldats republicans, en llur lloable costum, van carregar amb baionetes i en van fer una desconfiança. No vaig fer cap presoner, els soldats de la llibertat estaven massa indignats per l'audàcia d'aquesta horda d'esclaus que gosava molestar-los del sopar. L'anomenat exèrcit catòlic estava, doncs, completament enderrocat i, sense els mals camins, cap d'ells hauria portat la notícia als seus caus. No et puc dir el nombre de rebels morts; Ho puc comprovar demà. Tinc al meu costat una dotzena de valents soldats que van sucumbir sota la fúria d'aquests fanàtics, entre ells un sergent major i un valent artiller de la marina de Rochefort. Em lloo molt pels oficials del meu estat major i per tots els de l'exèrcit. El meu ajudant de camp Grosse s'ha lesionat lleument a la cama. Estava molt preocupat per les tropes que tinc a La Mothe-Achard, a mig camí de La Roche aux Sables; però, en acabar el combat, va arribar un destacament que escoltava una carregament de pans; d'això, vaig jutjar que ni La Mothe ni les Sables van ser agredits. | » |
| — Informe del general Mieszkowski, 26 d'agost a La Roche-sur-Yon, al general Chalbos, | |   |